# Тявзино
Тя́взино (швед. Teusina, фин. Täyssinä) — исчезнувшая деревня, находившаяся в XIV—XVI веках в Ивангородском Окологородье Шелонской пятины на реке Нарве, ныне на территории Ивангорода. 
Впервые упоминается в переписной оброчной книге Шелонской пятины 1498 года как деревня Тявзино в Ивангородском Окологородье — 3 обжи (5 ½ обеж).
Затем, как деревня Täysina by — 2 обжи в шведских писцовых книгах 1618—1623 гг.

"У Иваня ж города у посада деревни за иванегородцы.

Д.Тявзино: дв. Васко Ижерянин, сын его Игнат, дв. Грихно Осташов, дв. Яхно Федков, сын его Сенка, дв. Федко Белой […], дв. Исак да Михаль Брагины, дв. Захар Фомин, дв. Филя Фомин, пашни 12 коробей, сена 100 копен, 3 обжи. "

В 1581 году, в ходе Ливонской войны, Тявзино было занято шведскими войсками; в 1590 году, в начале русско-шведской войны (1590—1595), — возвращёно России. 
20 января 1593 года в деревне Тявзино было подписано двухлетнее перемирие между Россией и Швецией, а 18 мая 1595 года — Тявзинский мирный договор («вечный мир»).
Академик П. И. Кёппен предполагал, что селение Тявзино находилось на месте современной деревни Извоз (Teesuu, Tiesuu, Tiensuun) при реке Луге, однако, в писцовых книгах 1571 года, в Ямском Окологородье эта деревня упоминается под названием Взвоз, а в Ивангородском — деревня Тявзино (2 двора, 5 ½ обеж).

«За Михайлом за Дмитреевым сыном Татьяниным.

[…]

В опчем сельци в Тявзине обжа пуста, а была та обжа за пятиобежником за Истомою за Максимовым сыном Гулидова, а Истомы не стало, и та обжа отписана на царя государя великого князя, пашни было в поле 4 четверти, а в дву по тому ж, сена 6 копен, лесу нет.

[…]

В Шелонской пятины в Ыванегородцком окологородья за Федором за Григорьевым сыном Захарьина в деревни в Тявзине 3 обжы, ино пол-3 обжи пусты, на полуобжи Федор сам живет, пашни в поле 4 четверти, сена 5 копен, а на полутретью обжах засев и закос был тот же.

В Шелонской пятины в Ыванегородцком окологородья за Нечаем за Нечаевым сыном Морозова, а Нечая не стало в поветрие в лете 7080 году, остался сын его Ларка. В деревни в Тявзине на Нерове пол-2 обжи, обжа пуста, а на живущей полуобжи: дв. сын его Ларка, пашни в поле 2 четверти, а в дву по тому ж, сена 3 копны, на пустой обжи засев и закос был тот же; а угодья ловят в реки в Нерове всякую рыбу неводы, а лесу нет.»

Сельцо Тявзино упоминается и в оброчной книге 1572 года (5 с третью обжи).

«У Иванягорода у посада села и деревни за иванегородцы.

Село Тявзино на реце на Нарове, две сохи без трети да треть обжи, оброку с него три рубли московская, пошлин с оброку пять алтын. И то селцо по государеве грамоте отдано в оброк Филки Григорьеву сыну Захарьеву, и оброку ему с того селца давати, и служба ему с тех обеж с ыванегородцы служити, оброк и пошлины взяты. Да примету ему 4 рубли 23 алтыны и пол-2 де., за хлеб 3 алтына и пол-4 де., писчих диячих 2 де., за городовые дела 8 алтын и пол-6 де., за подьячих 2 алтына без денги, за подмогу 8 алтын 5 де.»

Позднее, Тявзино было обозначено на карте Санкт-Петербургской губернии Я. Ф. Шмита  1770 года в некотором удалении от реки Нарвы, под названием Тевзико. 

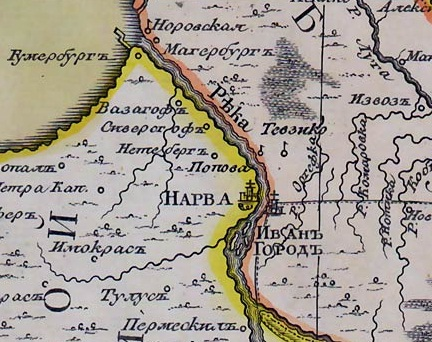
Тявзино (Тевзико) на карте 1770 года.

Затем, в этих местах появились: мыза Новоивановская (Лилиенбах), кирпичный завод и Слобода Кирпичного Завода (Теллискиви). 
В настоящее время эта территория входит в состав Ивангорода.